# Cynodon
Cynodon es un género de planta herbácea perenne de la familia de las gramíneas (Poaceae). Tiene una decena de especies aceptadas de casi un centenar descritas.

## Descripción
Son plantas perennes, rizomatosas o estoloníferas, que forman césped. Los tallos, hojosos, son robustos o delgados y con internudos cortos. Las hojas son lineares a filiformes, llanas, con lígula membranosa o ciliada. La inflorescencia es digitada, a veces con más de un verticilo de espigas con las espiguillas sentadas unilateralmente, imbricadas y lateralmente comprimidas. Dichas espiguillas tienen una —raramente dos— flores con las glumas subiguales, estrechas, herbáceas, de ápice acuminado y con un solo nervio (o tres la superior); son persistentes las dos o solo la inferior. La lema es navicular y con la quilla generalmente pubescente, con tres venas y sin arista, mientras la pálea es biaquillada. Su fruto (Cariopsis) es de forma elíptica y comprimido lateralmente con el embrión alcanzando la mitad de su longitud.

## Distribución y hábitat
Casi todas las especies son nativas de las zonas tropicales del Viejo Mundo, especialmente de África, mientras una de ellas es pantropical y extendida en todas las regiones cálidas y templada del mundo.
Algunas especies, más comúnmente Cynodon dactylon, crece como césped en prados, en regiones templadas, donde son valoradas por su tolerancia a las sequías, comparadas con los demás céspedes para prado. En muchos casos se la considera una maleza difícil de erradicar con herbicidas o mediante control mecánico sin dañar el resto de la vegetación debido a los rizomas y estolones que, si bien se rompen, dejan estructuras vegetales subterráneas y luego se repropaga.[cita requerida]

## Taxonomía
El género fue descrito por Louis Claude Marie Richard y publicado en Christiaan Hendrik Persoon Synopsis Plantarum, vol. 1, n.º 159, p. 85, 1805. La especie tipo es: Cynodon dactylon (L.) Pers. 
Etimología
Cynodon: nombre genérico que deriva del griego χυνο, perro y όδού, diente, tal vez en alusión a las duras yemas basales cónicas y afiladas en los rizomas.
Citología
El número cromosómico básico del género es x = 9 y 10, con números cromosómicos somáticos de 2n = 16, 18, 27, 36, 40 y 54, ya que hay especies diploides y una serie poliploide. Cromosomas relativamente "pequeños". Nucléolos persistentes.

## Especies
Comprende las siguientes especies:
- Cynodon aethiopicus Clayton & J.R.Harlan
- Cynodon barberi Rang. & Tadul.
- Cynodon coursii A.Camus
- Cynodon dactylon (L.) Pers.
- Cynodon incompletus Nees
- Cynodon × magennisii Hurcombe
- Cynodon nlemfuensis Vanderyst
- Cynodon parviglumis Ohwi
- Cynodon plectostachyus (K.Schum.) Pilg.
- Cynodon radiatus Roth
- Cynodon transvaalensis Burtt Davy[2]